# نیکولای ماسپانوف
نیکولای ماسپانوف (استونیایی: Nikolai Maspanov؛ زادهٔ ۲۲ دسامبر ۱۹۴۵) سیاستمدار و نماینده سابق مجلس اهل استونی است.